# Gare de Veregin
La  gare de Veregin à Veregin est desservie par Via Rail Canada. C'est une gare sans personnel. Il y a 3 trains par semaine, dans chaque direction.